# Контский, Ян Станислав
Ян Станислав Конский (пол. Jan Stanisław Kątski; около 1685 — октябрь 1727) — военный и государственный деятель Речи Посполитой, генерал-майор коронных войск с 1720, генерал артиллерии коронной в 1726—1727, мечник великий коронный (1722—1727), генеральный староста подольский (1710—1727), староста ужендувский, писатель.

## Биография
Представитель польского дворянского рода Контских герба Брохвич. Единственный сын Мартина Казимира Контского (1636—1710) и Урсулы Денгоф (+ 1709).
Он учился за границей и служил во французской армии Людовика XIV. В начале 1702 года он начал службу в Каменце-Подольском капитаном коронной артиллерии, где в мае был произведён в майоры. Принимал участие в Северной войне. В 1710 году он стал пехотным полковником и возглавил полк. В 1712—1715 годах он снова остался за границей. После возвращения в страну принял участие в Тарногрудской конфедерации. В 1716 году он стал полковником коронной артиллерии. В 1720 году он был избран членом парламента от Подольского воеводства и 25 сентября назначен генерал-майором. В 1722 году он стал великим коронным мечником. Он был заместителем маршала Главного коронного трибунала в 1724 году. 16 марта 1726 года, следуя по стопам отца, он стал генералом коронной артиллерии после смерти Якуба Зыгмунда Рыбинского.
В 1719 году Ян Станислав Контский женился на Виктории Щуке, дочери подканцлера великого литовского Станислава Антония Щуки (1654—1710) и Констанции Марианны Потоцкой.
Опекуном его несовершеннолетней дочери Марианны был Стефан Гумецкий. С 1741 года Марианна Контская (+ 1768) была позже замужем за Евстахием Потоцким (1720—1768).
Виктория в 1733 году года вышла замуж за кухмистра великого коронного Яна Цетнера (+ 1735), сына смоленского воеводы Франтишека Цетнера, преждевременно умершего перед сентябрем 1734 года.